# 듄: 파트 2
《듄: 파트 2》(영어: Dune: Part Two)는 2024년 미국의 SF 영화로 각본을 공동 집필한 드뉘 빌뇌브가 감독하고 제작했다. 《듄》 (2021년)의 속편으로, 1965년 소설 《듄》을 각색한 2부작 중 두 번째 작품이다. 작성자: 프랭크 허버트. Paul Atreides가 사막 행성 Arrakis의 Fremen 사람들과 연합하여 House Harkonnen에 맞서 전쟁을 벌이는 과정을 이야기한다. 티모시 샬라메, 젠데이아, 레베카 페르구손, 조시 브롤린, 데이브 바티스타, 스텔란 스카르스고르드, 샬럿 램플링 등 많은 배우들과 함께 첫 번째 영화의 역할을 재현한다. 
개발은 2016년 Legendary Entertainment가 원작의 영화 및 TV 판권을 획득한 이후 시작됐다. 감독은 2부작을 각색할 계획으로 2017년 감독으로 계약했다. 소설의 복잡성 때문이다. 제작 계약은 첫 번째 영화에 대해서만 확정되었으며, 두 번째 영화는 첫 번째 영화가 성공해야만 확정될 수 있었다. 감독은 첫 번째 영화가 극장과 HBO Max 동시 개봉된 후 속편의 확실성에 대해 우려했다. 그러나 Warner Bros. Pictures는 속편이 HBO Max에서 좋은 성과를 거두면 나올 것이라고 확신했다. 첫 번째 영화의 비판적이고 상업적인 성공 이후 2021년 10월 워너 브라더스를 통해 '듄: 파트 2'가 개봉됐다. 주요 촬영은 2022년 7월부터 12월 사이에 부다페스트, 이탈리아, 요르단 및 아부다비에서 진행됐다.
2023 할리우드 노사갈등으로 인해 2023년 11월 개봉일이 연기된 후, 2024년 2월 15일 런던 Odeon Luxe Leicester Square에서 세계 초연을 가졌고, 3월 1일 미국. 특히 시각 효과, 영화 촬영법, 출연진의 연기로 비평가들로부터 전반적인 호평을 받았다. 전 세계적으로 6억 2,600만 달러 이상의 수익을 올렸으며 2024년 최고 수익을 올린 영화가 됐다.

## 줄거리
아트레이데스 가문이 하코넨 가문에 의해 파괴된 후, 패디샤 황제 샤담 4세의 딸이자 공주인 이룰란은 비밀리에 폴 아트레이데스가 여전히 살아남아 있을 수도 있다고 일기를 쓴다. 아라키스 행성에서, 스틸가르의 프레멘 군대는 하코넨의 정찰대를 이겨내고 폴과 그의 임신한 어머니 제시카를 포함한 레이디 제시카를 세이치 타브르에 이끌어낸다. 제시카와 폴이 세이치 타브르에 도착하면, 일부 프레멘은 그들이 첩자일 것으로 의심하지만, 스틸가르와 다른 이들은 "외부 세계"에서 온 어머니와 아들이 아라키스에 번영을 가져다 줄 예언의 징후를 보인다.
스틸가르는 제시카에게 세이치 타브르의 대마자가 죽고 있으며, 제시카가 대신하여 대마자의 자리를 차지하기 위해 생존자들과의 물을 마셔야 한다고 말한다. 제시카는 독을 변질시켜 살아남으며 자신의 가계의 모든 여성 선조의 기억을 상속한다. 그 액체는 또한 그녀의 태아 딸 알리아의 마음을 조기에 깨우며, 제시카가 그녀와 소통할 수 있게 한다. 그들은 더 많은 회의적인 북부 프레멘들에게 예언을 설득하는 데 집중하기로 한다. 차니와 그녀의 친구 시샤클리는 예언이 프레멘을 조종하기 위해 꾸며진 것이라고 믿는다. 그러나 그녀는 폴이 그들을 지배하기 위해가 아니라 프레멘과 함께 싸우기 위해 온다고 선언한 후 폴을 존경하기 시작한다.
폴과 차니는 사랑에 빠지며 폴은 프레멘의 방식을 받아들인다. 그들의 언어를 배우고, 모래벌레를 타는 것과 같은 의식에 참여하고, 페다이킨 전사가 되며, 하코넨의 양념 작업을 약탈하는 데 도움을 준다. 폴은 프레멘 이름 "우술"과 "무아디브"를 채택한다. 파괴적인 양념 약탈로 인해 하코넨의 바론은 조카 란반을 아라키스의 지배자로 대체하고, 정신적이고 살인적인 그의 더 어린 조카 페이드-라우타로 대체한다. 베네 제세릿트인 레이디 마르고트 펜링은 페이드-라우타가 잠재적인 퀴사츠 하데라크이자 그의 유전적 계보를 확보하기 위해 그를 평가하고 유혹하기 위해 파견된다.
제시카는 예언을 믿는 프레멘 근본주의자들과 합류하기 위해 남쪽으로 여행한다. 폴은 예언이 진실임을 증명하기 위해 남쪽으로 갈 경우 신성한 전쟁의 비전이 현실화될 것을 두려워하여 북쪽에 머물러 있다. 폴은 그니 할렉을 만나 아트레이데스 가문의 숨겨진 원자 무기 저장고로 안내한다. 페이드-라우타는 세이치 타브르를 공격하여 폴과 생존한 다른 프레멘을 남쪽으로 여행하게 한다. 그러나 시샤클리는 남아있고 페이드-라우타가 그녀를 죽이다. 도착한 폴은 생활의 물을 마시고 기운을 잃는다. 제시카는 그의 행동에 분노하여 차니의 눈물과 액체를 섞어 그를 깨우치게 한다. 폴은 과거, 현재, 미래의 더 명확한 비전을 얻으며, 물에 가득 찬 아라키스에서 어른이 된 알리아를 보고 제시카가 바론의 딸이며, 폴이 아트레이데스와 하코넨의 자손임을 발견한다.
남쪽 프레멘 지도자들은 폴에게 스틸가르에게 도전하도록 요구하지만, 그는 거부하고 대신 내적으로 그들의 생각을 읽을 수 있다는 것을 보여 근본주의자들을 동원한다. 그는 리산 알 가이브로 자신을 선언하고, 샤담, 이룰란, 모힘, 그리고 그의 사르다우카 군대와 함께
아라키스에 도착한다. 샤담이 하코넨 가문을 만나는 동안, 프레멘은 원자 폭탄과 모래벌레를 사용하여 공격을 시작한다. 그들은 사르다우카를 압도하고, 폴은 바론을 죽이고 샤담과 그의 수행원들을 포로로 잡는다. 그니는 도망치는 란반을 막아 죽이다.
폴은 왕위를 위해 샤담에게 도전하고, 차니의 안타까움에도 불구하고 이룰란의 손을 요구한다. 샤담은 아트레이데스 가문의 파괴에 관여했다고 시인한다. 바론에 의해 소환된 대규모 가문들이 궤도에 도착한다. 폴은 만약 그들이 개입한다면 원자로 양념 밭을 파괴할 것이라고 위협한다. 샤담은 페이드-라우타를 자신의 대리인으로 선택하고, 폴은 칼검 대결에서 그를 죽이다. 이룰란은 그녀의 아버지가 살아있는 조건으로 폴의 결혼 요청을 받아들인다. 샤담은 무릎을 꿇고 폴의 인장 반지를 입맞춘다. 아라키스 상공에 있는 대규모 가문들이 폴의 승격을 거부한 후, 그는 프레멘에게 함대를 공격하도록 명령한다. 스틸가르가 프레멘을 포로로 이끄는 동안, 제시카는 무아디브의 신성한 전쟁의 시작임을 언급한다. 차니는 폴에게 절하지 않고 모래벌레를 타고 혼자 떠난다.

## 등장 인물
- 티모시 샬라메는 Paul "Muad'Dib" Atreides로서 추방된 House Atreides 공작으로, 폭군인 House Harkonnen을 전복시키기 위해 Fremen 편에 섰다.
- Zendaya Chani 역, Paul의 사랑에 관심이 있는 젊고 반항적인 Fremen 전사
- Rebecca Ferguson은 Lady Jessica로서 Paul의 Bene Gesserit 어머니이자 Paul의 고인이 된 아버지이자 전임자인 Leto Atreides의 첩이다. 그녀의 아버지는 Baron Harkonnen으로 밝혀졌다.
- 조쉬 브롤린 거니 할렉역, 아트레이드 가문의 전 군사 지도자이자 폴의 멘토
- Austin Butler Feyd-Rautha Harkonnen, Vladimir Harkonnen 남작의 막내 조카이자 Harkonnen 가문의 상속인("na-Baron")
- 플로렌스 퓨 이룰란 공주 역, 황제의 딸
- Dave Bautista Glossu Rabban Harkonnen 역, Vladimir Harkonnen 남작의 조카이자 Feyd-Rautha의 형
- 크리스토퍼 워컨는 Shaddam IV, 알려진 우주의 Padishah Emperor이자 House Corrino의 수장이다.
- 레아 세두는 베네 게세리트(Bene Gesserit)이자 황제의 절친한 친구인 마고 펜링(Margot Fenring) 여사 역을 맡았다.
- 수헤일라 야쿠브 프레멘 전사이자 Chani의 친구인 Shishakli 역
- 샬롯 램플링은 Bene Gesserite 목사 어머니이자 황제의 진실을 말하는 가이우스 헬렌 모히암(Gaius Helen Mohiam) 역이다.

## 제작

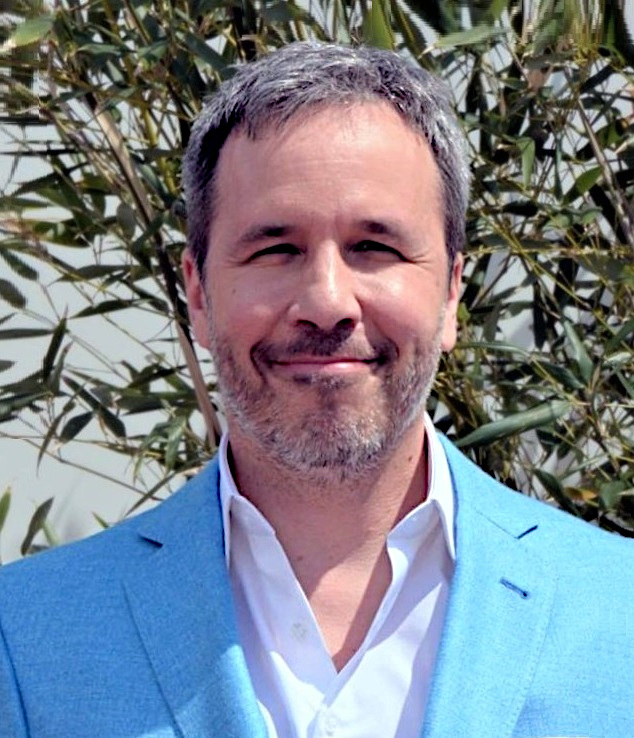
Denis Villeneuve returned to direct and co-write Dune: Part Two.

2016년 11월까지 레전더리 픽쳐스는 동명의 1965년 소설을 기반으로 제작됐다. 이후, 영화 및 TV 권리를 획득했다. 전 세계 프로덕션 부회장은 드니 빌뇌브와 영화 각색 감독에 대해 논의하기 시작했고, 'Dune'에 대한 그의 열정을 깨닫고 신속하게 그를 고용했다.
2018년 2월까지 Villeneuve는 감독으로 고용되기로 확정되었으며 소설을 2부작 영화 시리즈로 각색할 계획이었다. Villeneuve는 궁극적으로 두 편의 영화와 동일한 스타일로 Warner Bros. Pictures와 두 편의 영화 계약을 체결했다.
2019년 1월, 조 워커가 영화 편집자로 확정되었다. 다른 제작진에는 Brad Riker가 감독 아트 디렉터로, 파트리스 베르메트가 프로덕션 디자이너로, 폴 램버트가 시각효과 감독, 게르드 네프저는 특수효과 감독, 토마스 스레더는 스턴트 코디네이터가 참가했다. 듄: 파트2는 드니 빌뇌브를 필두로 메리 패런트 및 칼 보이터가 제작에 참여했다. 외에도, Tanya Lapointe, Brian Herbert, Byron Merritt, Kim Herbert, Thomas Tull, Jon Spaihts, Richard P. Rubinstein, John Harrison, Herbert W. Gain이 총괄 프로듀서로 참여하고 Kevin J. Anderson 크리에이티브 컨설턴트로 활동하고 있다.
2020년 12월 Villeneuve는 Warner Bros. 영화를 극장과 HBO Max에서 동시에 개봉할 계획이라면 첫 번째 영화의 재정적 부진으로 인해 예정된 속편이 취소될 수 있다. IMAX 첫 번째 영화의 첫 10분 상영에서 제목 로고에 '듄: 파트 1'이라고 적혀 있어 속편 계획에 대한 신뢰도를 높여준다.
2021년 8월까지 감독은 속편 영화의 가능성에 대해 더욱 자신있게 말하면서 Timothée Chalamet 및 Zendaya와 다시 작업하게 된 그의 흥분을 되풀이했다. 워너 브라더스는 영화가 HBO Max에서 좋은 성과를 거두는 한 감독의 속편이 다음과 같이 승인될 것이라고 확신했다. 첫 번째 영화 개봉을 불과 며칠 앞두고 워너 브라더스 CEO 앤 사노프는 "'듄'의 속편이 나올까? 영화를 보면 결말이 어떻게 될지 알 수 있을 것 같다."고 언급했다.
2021년 10월 26일, Legendary는 공식적으로 '듄: 파트 2'를 승인했으며 회사 대변인은 "데니스의 비범한 비전과 그의 재능 있는 제작진의 놀라운 작업이 없었다면 우리는 이 지점에 도달하지 못했을 것이다. 작가, 뛰어난 출연진, Warner Bros.의 파트너, 그리고 물론 팬 여러분! 더 많은 'Dune'을 소개한다." 빌뇌브와 그의 파트너는 사전 제작 작업을 시작하기 위해 즉시 부다페스트로 비행기를 탔기 때문에 첫 번째 영화부터 제작 작업이 연속적으로 이루어졌다. 속편 승인 전 협상의 핵심 포인트는 속편이 극장에서만 상영되는 독점 창구를 갖도록 보장하는 것이었고, 레전더리와 워너 브라더스는 '듄: 파트 2'를 제공하기로 합의했다. 다른 채널을 통해 제공되기까지 45일의 기간이 소요된다. 감독은 이러한 영화 독점권은 "협상할 수 없는 조건"이며 "영화 제작 경험은 나에게 있어 영화 언어의 핵심입니다"라고 말했다. '듄: 파트 2'가 승인된 가운데 감독은 자신의 주요 관심사는 가능한 한 빨리 촬영을 완료하는 것이며 가장 빠른 것은 지난 분기에 시작할 것으로 예상된다고 말했다. 그러나 그는 첫 번째 영화에 대해 이미 완료된 작업으로 인해 제작이 더 빨라질 것이라고 언급했다.

## 각본
(Left to right) Timothée Chalamet, Zendaya, and Rebecca Ferguson returned as Paul Atreides, Chani, and Lady Jessica, respectively.2017년 4월, 에릭 로스가 듄 영화의 각본 공동 작가로 고용되었으며, 나중에 존 스페이츠가 로스와 빌뇌브와 함께 각본을 공동으로 쓰기로 확인되었다. 게임 오브 스론즈 언어 창조자인 데이비드 피터슨은 2019년 4월에 영화를 위해 언어를 개발하고 있다는 사실이 확인되었다. 빌뇌브와 피터슨은 촬영장에서 배우들이 사용한 차코브사 언어를 만들었다. 2019년 11월, 스페이츠가 듄: 예언의 쇼런너에서 내려와 듄: 파트 투에 집중하기로 결정했다..2020년 6월, 그레이그 프레이저는 "그것은 자체적으로 완전히 형성된 이야기로서 갈 곳이 있다. 사람들이 보면 많은 것을 얻게 될 완전히 독립적인 서사적인 영화이다."라고 말했다. 듄의 공개와 듄: 파트 투의 확정 사이에 빌뇌브는 영화가 초록불이 켜진 즉시 제작이 시작될 수 있도록 각본을 작업하기 시작했다. 2021년 2월까지 로스는 속편에 대한 완전한 취급을 작성했으며, 작업은 해당 연도 8월에 시작되었다. 그는 페이드-라우타가 영화에 출연할 것이며 그가 "매우 중요한 캐릭터"가 될 것이라고 확인했다. 2022년 3월, 빌뇌브는 대부분의 각본 작업을 마친 상태였다. 크레이그 매진과 로스는 영화를 위해 추가 문학적 자료를 썼다.
빌뇌브는 이 영화가 첫 번째 작품에서 바로 이어지며, 특히 이를 "두 번째 부분"으로 특정하며 이 작품을 "서사적 전쟁 영화"라고 설명했다. 그는 첫 번째 영화가 더 "심사숙고적"이었다면, 두 번째 영화는 더 많은 액션을 특징으로 할 것이라고 덧붙였다. 빌뇌브는 주로 폴과 차니를 중심으로 이야기를 구성하고자 했다. 그 둘은 그들 사이의 "서사적 사랑 이야기"에 나와 있으며, 빌뇌브는 그들을 "이야기의 중심"이라고 설명했다. 젠데이아는 대화를 만드는 데 어려움을 겪었는데, "미래적인 우주의 말들로 농담을 하는 법은 어떻게 해야할까?"라고 언급했다. 샬라메는 또한 폴이 차니에게 큰 영향을 받아 그의 "도덕적인 나침반" 역할을 한다고 덧붙였다. 또한 폴은 프레멘 문화에 깊이 빠져들어 스틸가르와 더 밀접한 유대감을 형성하게 되는데, 스틸가르는 그의 대리 아버지와 멘토 역할이 되며, 이때 차니와 레이디 제시카 사이에 긴장이 생긴다. 왜냐하면 차니는 제시카의 계획이 프레멘에게 부정적인 영향을 미친다는 것을 알고 있기 때문이다. 각본은 결국 예언을 믿지 않는 차니를 전달하고, 구조적으로는 먼저 폴의 시각에서 그들의 로맨틱한 관계를 전달하고, 결국 관객이 폴의 권력 욕망과 사악한 본성을 깨닫게 되면 차니의 시각으로 전환될 것을 의도했다. 빌뇌브는 듄에서 폴을 반 영웅으로 묘사하고자 하는 허버트의 원래 의도에 초점을 맞추었으며, 이를 고려하여 폴이 최종적으로 악당으로 변모하는 것을 고려하여 각본을 작성했다. 또한 미래의 듄 메시아에 대한 자신의 계획을 고려하여, 그는 특히 그녀가 책에서 "폴의 그림자에 사라진다"고 느낀 차니의 성격화를 수정했다.. 그는 이를 할 수 있는 "시간적 이득"이 있다고 느껴, 폴의 캐릭터 아크의 모든 요소를 사용하고 "조금 다르게" 플레이하여 결국에는 악당적인 인물로의 변모와 "그가 대항하려고 했던 것이 되어가는 것"을 확립하기로 결정했다. 그는 소설에 충실하지 않은 적절한 설명이 없다고 생각했기 때문에, 모래벌레 시퀀스를 상상할 때 주로 자신의 그림과 스토리보드를 의존했다. 그는 후에 그것을 영화에서 가장 좋아하는 장면 중 하나로 인용했다. 폴의 캐릭터 아크를 쓸 때, 그는 폴을 "겸손한" 인물에서 "어둠의 메시아적 인물"로 변모시키는 것으로 생각하며, 스토리보드를 디자인할 때는 카츠히로 오토모의 '아키라'(1988)에서 영감을 얻었다. 빌뇌브는 영화의 끝이 책보다 더 "비극적"이라고 느끼며, 이는 듄 시리즈 전체를 통해 폴의 이야기를 충분히 해결하면서 듄 메시아(1969)를 기반으로 한 잠재적인 세 번째 영화를 위한 그의 캐릭터 아크를 설정하는 것으로 생각했다.
첫 번째 영화 이후, 하코넨 바론은 심각한 퇴화 상태에 있으며, 액체에 잠긴 채로 의존하고 후계자를 선택하는 데 초점을 맞추고 있다. 후계자로는 글로스 라반 또는 페이드-라우타, 그의 조카들 둘 다가 있다. 라반은 나쁜 전략가로 간주되었지만, 페이드-라우타는 영리하고 매력적으로 보인다. 배우 오스틴 버틀러는 페이드-라우타 캐릭터가 폴과 "동전의 양면"을 형성한다고 느꼈다. 둘 다 베네 제세릿트의 유전적 번식 프로그램에 참여했기 때문이다. 버틀러는 페이드-라우타가 기에디 프라임에서의 자기보살핌과 신체에 대한 자기관리가 그의 오만함을 설명한다고 생각한다. 한편, 빌뇌브는 그의 싸이코패스적 성격과 동물과 같은 잔인함이 그의 "영광의 규범"과 전사들에 대한 숭배와 대조를 이룬다고 지적했다. 레이디 제시카는 또한 듀크 레토의 죽음으로 심한 정신적 충격을 받았으며, "생존자"로서 폴과 비교되며 베네 제세릿트의 야망을 실현하기 위한 전략을 세우고 있다. 베네 제세릿트는 인간의 잠재력을 극대화하기 위해 그들의 예언을 이루기 위해 도덕과 윤리를 무시한다. 또한, 프린세스 이룰란은 그녀의 아버지인 샤담 4세 황제가 싸우는 파벌들에 대한 영향력 상실로 인해 왕좌를 잃을 것을 우려하고 있다.
폴이 생활의 물을 소비하는 과정에서, 빌뇌브는 알리아를 성인으로 묘사하기 위해 의도적으로 시간을 변경했다. 이렇게 함으로써 알리아의 독특한 탄생을 강조했다. 그는 그 시퀀스와 레이디 제시카의 임신에 대한 시간을 "압축"하여 서사적 긴장감을 설정하기로 결정했다. 또한, 그는 레이디 제시카와 태아 알리아의 대화가 "강력하면서도 임신 중인 여성인 캐릭터가 새롭고 독특하다"고 느꼈기 때문에 유일하다고 덧붙였다. 동시에 다른 사람들이 알리아를 "불결한 것"으로 인식하는 방식을 전달했다. 마찬가지로, 빌뇌브는 프린세스 이룰란의 캐릭터와 동기부여를 소설에서 더 발전시켰다. 배우 플로렌스 퓨는 그녀의 조용한 성격과 지능에 주목했다.

## 캐스팅
2022년 3월, 퓨와 버틀러가 각각 프린세스 이룰란과 하코넨 후계자 페이드-라우타 역으로 출연할 계약을 논의 중이라고 보도되었다. 버틀러는 빌뇌브와 커피를 마시는 동안 오디션을 거치지 않고 역할을 제안받았다. 그는 전 특수 부대원이 만든 피트니스 프로그램을 사용하여 4개월 동안 부다페스트에서 훈련을 받았다. 빌뇌브는 그의 연기를 "정신병적인 살인마, 올림픽 검술 명사, 뱀 및 믹 재거의 교차점"으로 설명했으며, 버틀러는 "잔혹함을 육성한" 과거 문화를 연구하고 상어와 뱀을 비롯한 다양한 동물로부터 영감을 받았다고 한다. 그는 또한 그의 연기에 게리 올드먼과 히스 레저에서 영감을 받았다고 말했다. 그는 바론으로 스카르스가르드의 목소리를 모방했는데, 그는 페이드가 바론에게 영향을 받을 것이라고 생각하기 때문이다. 5월에 크리스토퍼 워컨이 샤담 4세 역으로 캐스팅되었다. 6월에 레아 세이두가 레이디 마고 펜링 역으로 캐스팅에 들어갔다.. 7월에 수헤이라 야쿠브가 시샤클리 역으로 캐스팅되었다. 2023년 1월에 팀 블레이크 넬슨이 비공개 역할로 캐스팅되었다. 2024년 2월, 애니아 테일러 조이가 영화에 출연했다는 것을 런던 프리미어에서 확인했다.. 빌뇌브는 그녀의 역할이 그렇게 오랫동안 비밀로 유지되어서 놀랐으며, 이는 "그 비밀을 유지하는 데 많은 노력이 필요했다"고 말했다. 그녀의 역할은 Letterboxd의 영화 캐스팅 크레딧 목록에서 확인되었다.

## 촬영 과정
2022년 7월 4일에 이탈리아의 알티볼에 있는 브리온 무덤에서 두 일 동안 사전 촬영이 시작되었다. 주요 촬영은 7월 21일에 헝가리 부다페스트에서 시작될 예정이었지만, 실제로는 7월 18일에 시작되었다.. 이 영화는 Arri Alexa LF 디지털 카메라를 사용하여 완전히 촬영되었으며, "반복을 피하기 위해" 새로운 촬영 장소와 세트가 사용되었다. 2022년 10월까지 샬라메는 Bones and All (2022) 프리미어에 참석하기 위해 촬영을 중단했다. 다음 달에는 제작이 아부 다비로 이동했고, 퓨도 동일한 달에 씬을 마쳤다. 일출을 배경으로 한 특정 씬은 황금 시간을 활용하기 위해 세 날에 걸쳐 촬영되어야 했다. 프로덕션의 특수 부대가 나미비아에서 테일러 조이와 함께 씬을 촬영했다. 촬영은 2022년 12월 12일에 마무리되었다. 지연으로 인해 빌뇌브는 IMAX 70 mm 및 전통적인 70 mm 필름 형식을 사용하여 투사를 위한 영화 전송을 만들 수 있었다.
퓨는 촬영 첫날부터 프린세스 이룰란의 개막 내레이션을 전달했으며, 이 내레이션은 전체 제작 동안 계속 사용되었다. 빌뇌브와 시네마토그래퍼 그리그 프레이저는 페이드-라우타의 검투사 시퀀스를 특별히 설계된 흑백 적외선 카메라로 촬영했다. 그들은 하코넨들이 박수를 치는 대신에 환호하고 발을 구르도록 하고, 경기장 관중을 위한 30개가 넘는 구역을 디자인했다. 버틀러는 첫 주에 고온으로 인해 일부 사람들이 실신하는 사건이 발생한 장면을 촬영하는 동안 세트에 첫 출연했다. 그는 또한 바론과의 키스 장면을 즉흥적으로 연기했다. 폴과 차니 사이의 로맨틱한 장면은 주로 요르단의 원격 지역에서 황금 시간에 촬영되었다. 이 장면들은 가능한 한 빨리 촬영되었으며, 단 한 시간의 시간이 주어졌다. 폴의 모래벌레를 타는 장면은 별도의 제작 유닛에서 실제로 촬영되었다. 프로듀서 탄야 라포인트와 특별한 팀이 이끌었다. 챌라메는 모래벌레의 일부를 흉내 내기 위해 설계된 플랫폼에서 촬영을 했는데, 프레멘 후크의 참조용으로 사용된 그립 장치가 있었다. 산업용 선풍기가 모래를 부는 등 사막 기후를 모방했다. 챌라메는 이 장면이 촬영하는 데 세 달 이상 걸렸다고 추정했는데, 개별 촬영은 20-30분 정도였다. 실제 모래벌레가 만들어지지 않았고 참조 샷도 없었기 때문에 제작팀은 촬영장에 모래벌레의 작은 부분을 설계하고 배우들이 모래벌레를 타는 것을 묘사하고 흉내내야 했다. 버틀러와 챌라메는 로스앤젤레스에서 칼리 강사와 별도로 훈련을 받았으며, 폴과 페이드-라우타 간의 결정적인 전투를 위해 준비했다. 그들은 이 장면을 연기하는 것에 기대감을 표했으며, 나중에 부다페스트에서 만난 후 즉시 연습을 시작했다. 그들은 광각 카메라 샷을 위해 자신들만으로 장면을 연기했으며, 챌라메는 전체 모노로그를 채코브사어로 전달했다. 퍼거슨은 레이디 제시카가 목사 어머니 과정을 겪는 것을 가장 좋아하는 장면으로, 이 장면을 위해 고정관절증 치료사와 협업했다.

## 음악

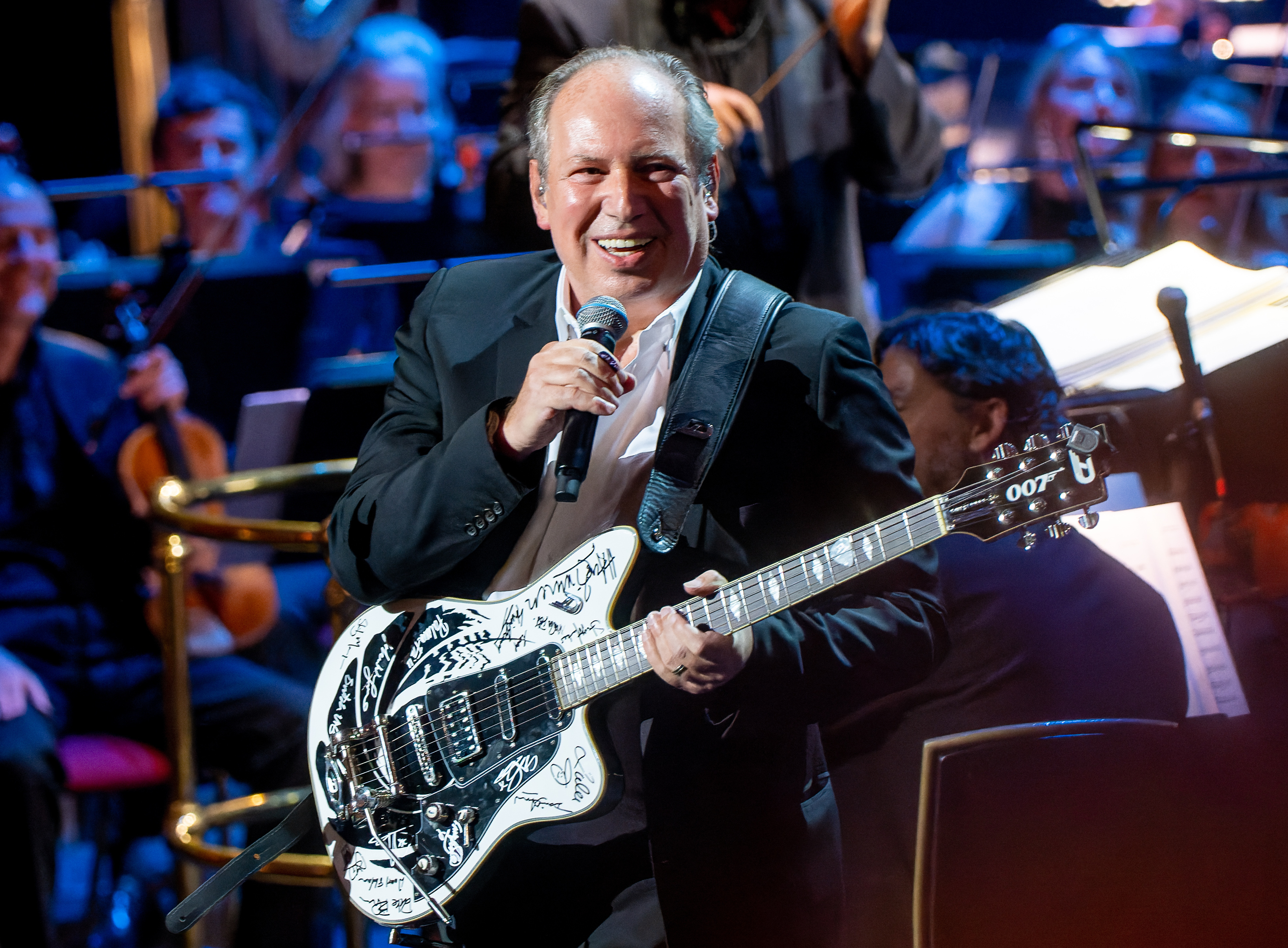
Hans Zimmer returned to compose the score of Dune: Part Two.

한스 짐머가 이전 영화에 이어 이번 영화의 음악을 작곡하기 위해 돌아왔다.. 빌뇌브가 대본을 쓸 때 영감을 주기 위해 영화 발표 전에 90분 이상의 음악을 작곡했다. "A Time of Quiet Between the Storms"와 "Harvester Attack"이라는 두 싱글이 2024년 2월 15일에 워터타워 뮤직에 의해 발매되었다. 전체 사운드트랙 앨범은 2월 23일에 발매되었다.

## 마케팅
듄: 파트 2의 티저 예고편은 2023년 4월 27일 시네마콘의 워너 브라더스 패널에서 공개되었다. 2023년 5월 2일 온라인에 티저 포스터와 함께 등장인물의 첫 등장 장면이 공개되었다. 예고편은 다음 날 대중에게 공개되었다. 버라이어티는 "숨이 막힐 정도"라고 불렀고, GQ는 모래 벌레를 타는 폴의 사진을 "눈에 띄는 시퀀스"라고 불렀고, 팡고리아는 "만약 여러분이 이것에 대해 흥분하지 않는다면, 우리는 여러분에게 무엇을 말해야 할지 모르겠다"고 말했다. 샬라멧과 젠다야는 이후 6월 21일 시네유럽에서 열린 워너 브라더스 프레젠테이션에서 영화에 대해 논의하고 홍보했다.
2023년 6월 29일 두 번째 예고편이 공개되었다. 영화의 크리스 에반젤리스타(Chris Evangelista)는 크리스토퍼 워컨(Christopher Walken)이 샤담 4세(Mephor Shaddam IV.)로 등장한 것에 대해 흥분했다. 제국의 벤 트래비스(Ben Travis)는 "지진적"이고 "놀랍고 눈이 더 이상 보이지 않는" 이미지를 칭찬하며 크리스토퍼 워컨의 등장 장면을 "영향력이 있다"고 부르면서 오스틴 버틀러(Austin Butler)의 페이드 라우타(Feyd-Rautha)를 묘사한 단색 영상에 주목했다. 폴리곤(Polygon)의 조슈아 리베라(Joshua Rivera)는 "트레일러, 간단히 말하면 바위"라고 평하고 영상을 현재 감상했다.
이 영화는 2023년 12월 CCXP에서 샬라멧, 젠다야, 퓨, 버틀러 및 빌뇌브와 함께 홍보되었으며 10분 이상의 영상이 공개되었다. 듄: 파트 2의 추가 영상은 Warner Bros.의 영화 개봉 기념 행사의 일환으로 크리스토퍼 놀란의 테넷(2020)의 IMAX 극장 재개봉 제한 기간 동안 상영되었다.
2024년 1월, AMC 극장에서 곧 출시될 듄을 주제로 한 팝콘 통의 이미지가 입소문이 나면서 사마귀 디자인을 인공 질과 비교하여 인터넷 밈이 되었다. 새터데이 나이트 라이브는 마르셀로 에르난데스, 아요 에데비리, 데본 워커, 보웬 양 등이 이 현상을 패러디한 음악 스케치를 선보였다.
워너 브라더스와 레전더리 픽처스는 Xbox와 제휴하여 영화와 관련된 몰입형 콘텐츠 스위트를 제공하고 영화에 영감을 받은 시각적 디자인을 플로팅 컨트롤러, Xbox 시리즈 X 및 콘솔 홀더에 제공했다. 마이크로소프트 플라이트 시뮬레이터는 또한 플레이어가 아라키스를 탐험하고 로열 아트레이데스 오르니토프터를 조종할 수 있는 확장 팩을 포함했다.2023년 11월, 사르다우카르는 협업 팩으로 콜 오브 듀티: 모던 워페어 II(2022)에 추가되었다. 한 달 후, 폴과 페이드 라우타가 후속편인 콜 오브 듀티: 모던 워페어 III(2023)의 플레이 가능한 운영자로 추가되었으며, 2024년 3월에 하코넨 병사 스킨이 추가로 발표되었다. 2023년 9월, 맥팔레인 토이즈는 후속편 영화의 캐릭터를 모델로 한 7인치 피규어의 새로운 라인을 발표했다. 레전더리 코믹스는 이전 버전이 출판된 것과 동일한 방식으로 킥스타터의 도움을 받아 듄: 파트 2 - 오피셜 무비 그래픽 노블을 출시할 예정이다.

## 공개

### 공개 과정
'듄: 파트 2'는 당초 2023년 10월 20일 개봉 예정이었으나, 2023년 11월 17일로 연기되어타 스튜디오의 개봉 일정 변경에 따라 2023년 11월 3일로 2주 연기되었다. 이후 2023년 할리우드 노사 분규로 인해 2024년 3월 15일로 4개월 이상 연기되었다. 파업이 해결된 후 영화는 2024년 3월 1일로 2주 더 연기되었다.
Openheimer(2023)의 성공적인 포맷에 이어, Dune: Part Two는 IMAX 15-peration 70mm 포맷으로 전 세계 12개 공연장에 출시되었고, 표준 5-peration 70mm 포맷으로 전 세계 38개 공연장에 출시되었다.
2024년 2월 6일 멕시코시티 오디토리오 나시오날에서 레드카펫 행사가 열렸다. 듄: 파트 투의 월드 프리미어가 2월 15일 런던 오데온 럭스 레스터 스퀘어에서 열렸다.
2024년 1월 16일, 이 영화는 데니스 빌뇌브의 고향 퀘벡 주에 있는 캐나다 도시 새게네이의 완화 요양원에서 죽어가는 한 남자에게 상영되었다. 그 남자는 죽기 전에 듄: 2부를 보고 싶다는 바람을 나타냈다. 삶의 마지막에 사람들과 동행하는 것을 목표로 하는 회사의 공동 설립자인 조세 가뇽은 페이스북의 바이럴 콜아웃을 통해 그의 파트너이자 영화 제작자 중 한 명인 빌뇌브와 타냐 라포인테에게 소원을 전달했다. 가뇽에 따르면 빌뇌브와 라포인테는 "매우 감동"했다고 한다. 두 사람은 처음에 그 남자를 로스앤젤레스나 몬트리올의 듄: 2부를 보러 초대하겠다고 제안했지만, 그가 여행하기에는 너무 약했기 때문에, 빌뇌브는 결국 그의 조수 중 한 명을 개인 노트북과 함께 새게네이에 직접 보내기로 결정했다. 이 영화는 모두가 휴대전화를 제출하고 포기서에 서명해야 하는 요양 시설의 방에서 상영되었다. 그 남자는 전체 영화를 볼 수 없을 정도로 너무 고통스러웠고 중간에 멈췄다. 그는 결국 1월 25일에 사망했다. 캐나다 방송국이 이 영화의 실제 "세계 초연"이라고 부르는 이 법은 극장 개봉 후 공개되었다.

## 반응

### 박스오피스
2024년 4월 28일 현재, 듄: 파트 투는 미국과 캐나다에서 2억 7,980만 달러, 다른 영토에서 4억 2,450만 달러의 수입을 올리며 전 세계적으로 총 7억 4,430만 달러를 벌어들였다. 할리우드 리포터는 이 영화가 약 5억 달러의 수익을 올린 후 손익분기점을 찍을 것이라고 추정했다.

### 해외반응
미국과 캐나다에서 이 영화의 고급 티켓 판매는 오펜하이머(2023)의 것을 능가했으며 개봉 주말 4,050개 극장에서 6,500만 달러에서 8,000만 달러의 수익을 올릴 것으로 예상되었다. 이 영화는 2월 25일과 29일의 시사회에서 1,200만 달러를 포함하여 첫날 3,220만 달러를 벌었다. IMAX 상영은 초기 총계의 450만 달러(38%)를 차지했다.이 영화는 계속해서 82.5만 달러로 데뷔하여 첫 번째 영화의 개봉 주말 4,100만 달러의 두 배가 되었다. 워너 브라더스의 국내 배급 사장인 제프 골드스타인에 따르면이 영화는 "우리 중 누구도 예측할 수 있는 것보다 훨씬 더 높았으며, 특히 "깨기 어려운 장르"로 인해 2위를 차지했다. 두 번째 주말에 이 영화는 4,600만 달러(44% 하락)를 벌어 신예 쿵푸팬더 4에 이어 2위를 차지했다. 또한 단 7일 만에 첫 번째 영화의 전체 국내 총계(1억 8,000만 달러)를 능가했다. 이 영화는 세 번째 주말에 2,850만 달러, 네 번째 주말에 1,760만 달러를 벌어 모두 2위를 차지했다.또한 웡카를 제치고 티모테 샬라메의 역대 최고 수익 영화가 되었다.

### 주요반응
이 영화는 "비평가들로부터 많은 극찬을 받았고" 시각적 효과와 출연진의 연기로 찬사를 받았다. 일부 평론가들은 이 영화를 역대 최고의 공상과학 영화 중 하나로 여겼다.리뷰 애그리게이터 웹사이트인 로튼 토마토에서 418명의 평론가들 중 92%가 긍정적이며 평균 평점은 8.4/10이다. 웹사이트의 컨센서스는 "시각적으로 짜릿하고 서사적인, 듄: 파트 2는 데니스 빌뇌브의 사랑 받는 공상과학 시리즈를 화려한 형태로 각색한 것을 계속한다." 가중 평균을 사용하는 메타크리틱은 62명의 평론가들을 바탕으로 이 영화에 100점 만점에 79점을 부여하여 "대체로 호의적인" 평론을 나타냈다. 시네마스코어의 조사를 받은 관객들은 이 영화에 A+에서 F까지의 점수로 평균 평점을 준 반면, 포스트트랙의 조사를 받은 관객들은 80%가 분명히 추천할 것이라고 답하며 전체 평점 94%를 받았다.
시카고 선타임스에 기고한 리처드 로퍼는 "데니 빌뇌브 감독의 '둔: 2부'에서 놀라울 정도로 몰입도가 높고 오스카 수준의 촬영술, 편집, 점수, 시각적 효과, 제작 디자인 및 사운드에 감탄하면서도, 우리는 이것이 전적으로 박쥐 같은 [시크] 미친 이야기라는 것을 모든 상황에서 상기시킨다."라고 말하며 네 개의 별 중 세 개를 주었다.
영화제작자 스티븐 스필버그는 "제가 본 가장 훌륭한 공상과학 영화 중 하나"라고 칭송하면서, "깊고 깊게 그려진 캐릭터들로 가득 차 있습니다 ... 그러나 영화의 상영 시간에 비례하여 보면 대화가 매우 희박한다. 그것은 바로 그런 영화이다. 영화 촬영은 매우 화가적이지만, 가식적인 각도나 단일 설정은 없다."
다른 리뷰들은 그들의 판단에 더 엇갈렸다. 할리우드 리포터에서 로비 자키(Lovia Gyarkye)는 영화의 기술적 측면과 공연을 칭찬했지만 제국주의와 같은 주제에 대한 책의 뉘앙스를 완전히 적용하는 데 실패했다. 니콜라스 바버(Nicholas Barber)는 BBC에 영화가 "주요 스튜디오에서 나온 가장 놀랄 만큼 이상한 예술가용 환각제 중 하나"라고 쓰면서 영화의 웅장한 스케일이 문제를 보완했다고 밝혔다. 더 부정적인 결말에서, 노아 베를라츠키(Noah Berlatsky)는 차니(Chani)의 반대 목소리가 높아짐에도 불구하고 여전히 폴(Paul)의 운명에 중심을 두면서 영화가 "효과적인 반식민지적 비전"을 제시하는 데 실패했다고 판단했다.
일부 논평가들은 이 영화가 원작의 중동과 북아프리카(MENA)의 영향을 적절하게 다루지 못했거나 이 지역의 충분한 대표성을 포함하지 못했다고 비판했다.영국판 코스모폴리탄에 기고한 퍼바 샤는 이 지역의 문화를 사용하고 이슬람의 표면적인 사용에도 불구하고 주연들 사이에 MENA 캐스팅이 부족하다고 비판하면서 "무슬림 시청자로서 좌절감을 느꼈다"고 말했다. 뉴 아랍의 한나 플린트도 아랍과 이슬람 문화 품목의 사용과 MENA 캐스팅의 부족을 비판했지만 스위스-튀니지 여배우 수힐라 야쿠브를 "아랍 대표성을 위한 승리"라고 칭찬했다.미국 가톨릭 신자인 스티븐 D. 그레이다누스는 이 영화의 종교적 영감에 대한 대조적인 관점을 제시하며, 이 영화가 다수의 아브라함 종교에서 신앙 자체를 비판하기 위한 목적을 가지고 있음을 언급하는 동시에 프레멘족을 통한 "생태학적 관심사의 정신화"에도 주목했다.